# Tonopah, Nevada
Tonopah är administrativ huvudort i Nye County i Nevada. Enligt 2010 års folkräkning hade Tonopah 2 478 invånare.